# Sjevernomezopotamski arapski
Sjevernomezopotamski arapski (mezopotamski qeltu arapski; ISO 639-3: ayp), arapski jezik, 6 300 000 govornika u Iraku, Siriji i Turskoj. Većinom se govori na području Iraka, sjeverno od Bagdada u dolini Eufrata, a ostali u Siriji 300 000 (1992) i Turskoj 400 000 (1992), u provincijama Mardin i Siirt.

## Vanjske poveznice
- Ethnologue (14th)
- Ethnologue (15th)